# 三重県道64号上海老茂福線
三重県道64号上海老茂福線（みえけんどう64ごう かみえびもちぶくせん）は、三重県四日市市を通る主要地方道（三重県道）である。

## 概要
富田山城有料道路（とみだやまじょうゆうりょうどうろ）という一般有料道路であったが、1996年（平成8年）3月に無料化された。

### 路線データ
- 起点 : 三重県四日市市上海老町字大保ケ久保1841番2地先[1]
- 終点 : 三重県四日市市茂福町2046番[1]（八田3交差点）
- 総延長 : 8.784km
- 車線数 : 4車線（一部2車線）

## 歴史
1980年（昭和55年）、富田山城有料道路として東名阪自動車道 四日市東IC-国道1号間が開通、1984年（昭和59年）に全線開通した。1994年（平成6年）には県道認定を受け、2年後の1996年（平成8年）に無料化された。
- 1993年（平成5年）5月11日 - 建設省から、県道平津菰野線の一部・県道中村富田線が上海老茂福線として主要地方道に指定される[2]。

## 路線状況

### 重複区間
- 三重県道620号平津菰野線（起点 - 四日市市山城町）
- 三重県道8号四日市鈴鹿環状線（四日市市大字羽津 地内）

### 利用状況
交通量
| 地点           | 平日12時間        | 平日24時間        |
| 地点           | 2005年度⇒2010年度 | 2005年度⇒2010年度 |
| 四日市市中村町 | 15,726台⇒14,978台 | 20,444台⇒19,921台 |
| 四日市市中村町 | 15,130台⇒16,909台 | 19,669台⇒22,151台 |

## 地理

### 通過する自治体
- 四日市市

### 交差する道路

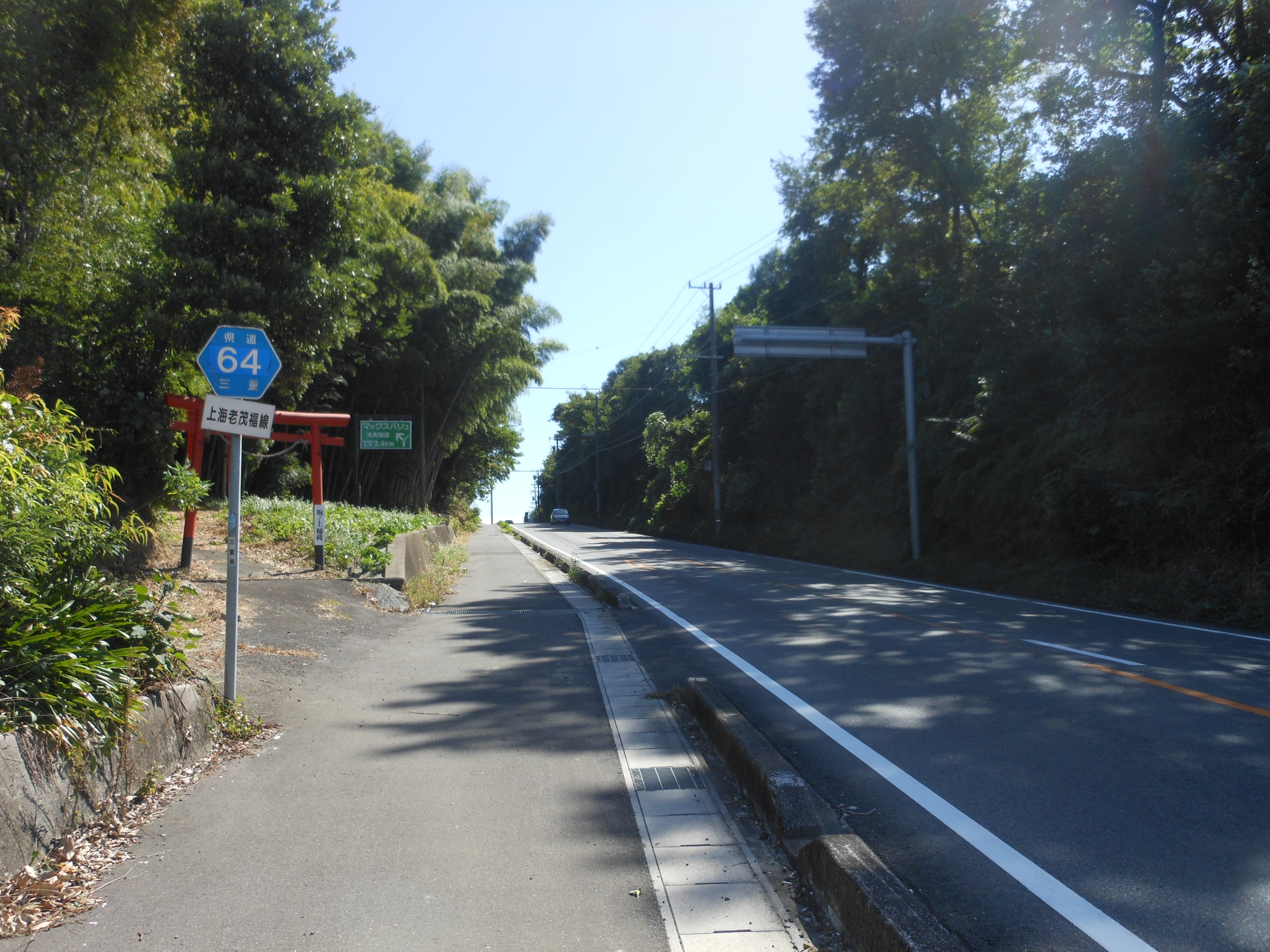
沿線風景（四日市市中村町）

- 国道365号・三重県道620号平津菰野線（四日市市上海老町、起点）
- 三重県道620号平津菰野線（四日市市山城町）
- 三重県道622号小牧小杉線（四日市市山城町）
- 東名阪自動車道 四日市東IC
- 国道1号 北勢バイパス（四日市市大字羽津）
- 三重県道8号四日市鈴鹿環状線（三重県道9号四日市員弁線 重複）（四日市市大字羽津）
- 国道1号・三重県道401号桑名四日市線（終点）

### 沿線にある施設など
- あさけが丘団地
- 八千代台
- あかつき台
- 学校法人暁学園
  - 暁中学校・高等学校
  - 四日市大学
  - 四日市看護医療大学

※中・高と大学は別の場所にある
- 四日市トラックターミナル
- スーパーサンシ大矢知店 : 生活バスよっかいちの起点
- 茂福城跡
- 三重県警察 四日市北警察署（2018年9月10日、四日市市松原町から移転・運用開始）

## 参考資料
- 『県別マップル24 三重県道路地図』（昭文社、2009年3版1刷発行、ISBN 978-4-398-62474-1 、6,26ページ）